# Pablo José de Arriaga

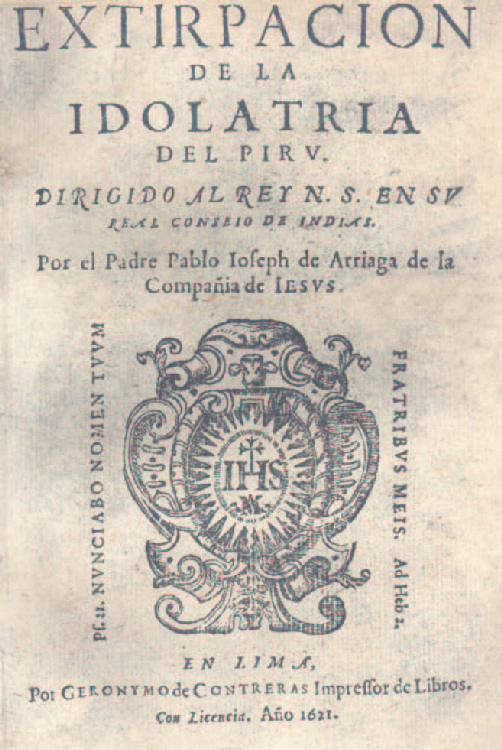
Extirpación de la idolatría del Pirú

Pablo José de Arriaga (geb. 1564 in Vergara/Bergara; gest. 1622 auf See) war ein spanischer Jesuiten-Missionar in Südamerika.
Er ist der Verfasser des Buches Extirpación de la idolatría del Pirú (dt.: Ausrottung des Götzendienstes in Peru), das 1621 im Verlag von Geronimo de Contreras in Lima erschien. Es fand Aufnahme in der Reihe Colección de libros y documentos referentes a la historia del Perú (CLDRHP, Sammlung von Büchern und Dokumenten zur Geschichte Perus).

## Schriften
- La extirpación de la idolatría en el Pirú (1621). Centro de Estudios Regionales Andinos „Bartolomé de Las Casas“, Cusco 1999.[2]
  - Eure Götter werden getötet: Ausrottung des Götzendienstes in Peru (1621). Wissenschaftliche Buchgesellschaft, Darmstadt 1992.
  - The extirpation of idolatry in Peru. University of Kentucky Press, Lexington 1968.